# Polygoninae
Polygoninae, podtribus dvornikovki, dio tribusa Polygoneae. Sastoji se od tri roda, od kojih je tipični, najveći i najrasprostranjeniji dvornik (Polygonum).

## Rodovi
1. Atraphaxis L., 43
2. Duma T.M.Schust., 3
3. Polygonum L., 165